# Cuenca del Murray-Darling

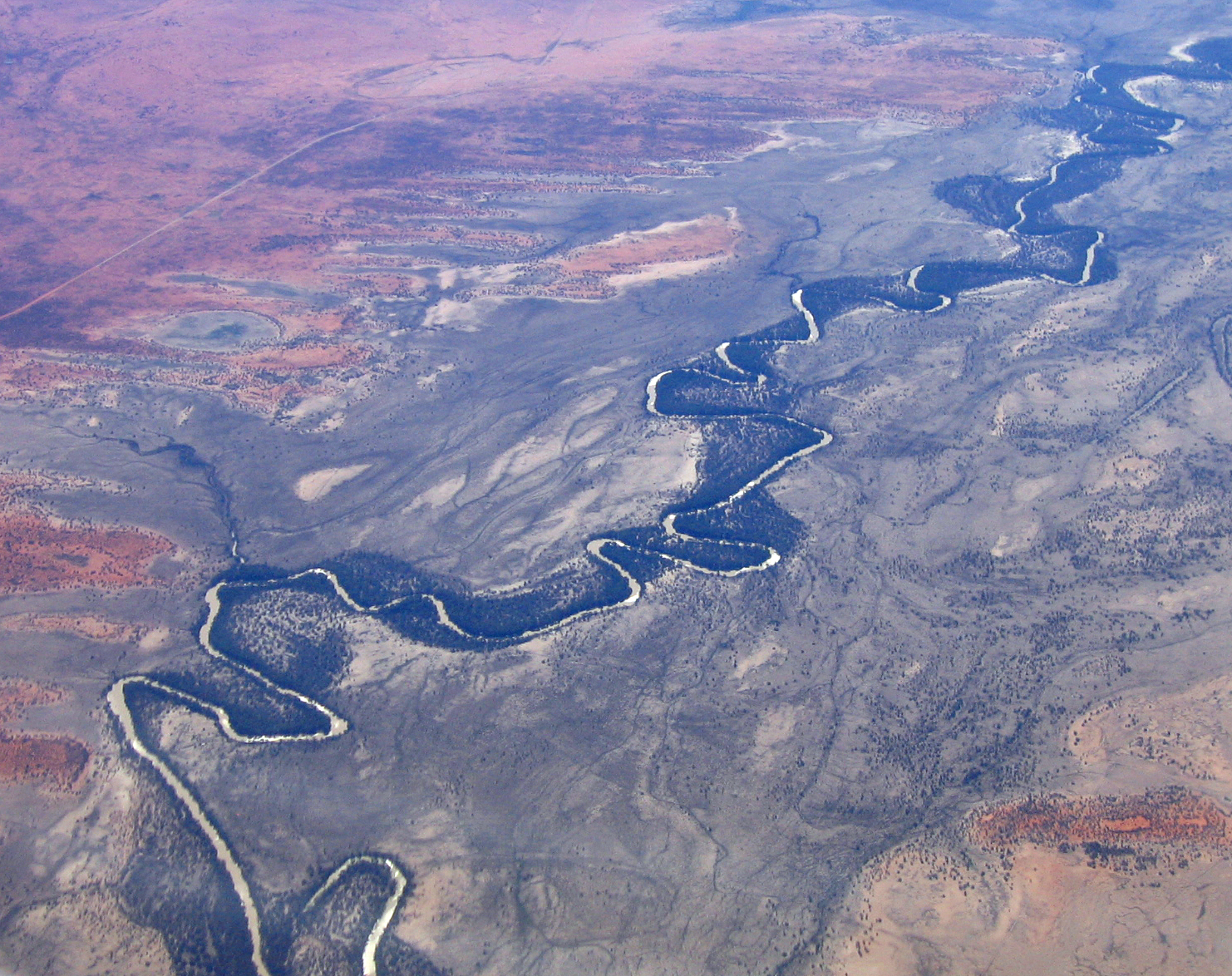
Una vista aérea del Río Darling cerca de Menindee

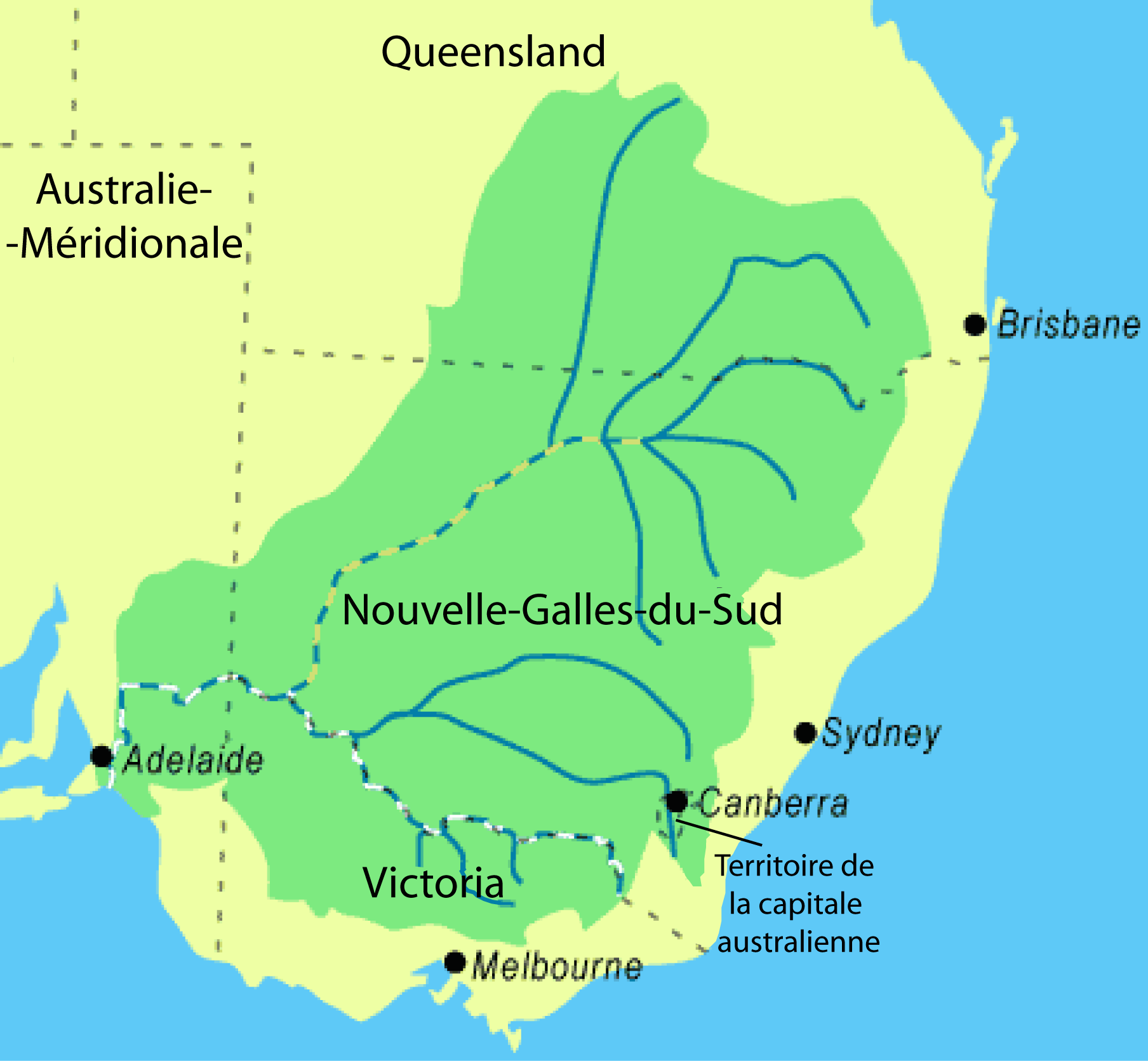
Mapa de la cuenca

La cuenca del Murray–Darling  es una gran área geográfica en el interior del sureste de Australia.  Su nombre deriva de sus dos principales ríos, el río Murray y el río Darling. La cuenca, que drena alrededor de un séptimo de la masa de tierra australiana, es una de las áreas agrícolas más significativas en Australia. Se extiende por la mayoría de los estados de Nueva Gales del Sur, Victoria y el Territorio de la Capital Australiana, y partes de los estados de Queensland (tercio inferior) y Australia del Sur (esquina sureste). La cuenca tiene una longitud de 3375 km), teniendo el río Murray 2508 km  de largo
La mayor parte de la cuenca de 1 061 469 km²) es plana, de baja altura, muy en el interior, y recibe poca lluvia directa. Los muchos ríos que contiene tienden a ser largos y de discurrir lento, y llevan un volumen de agua que es grande solo para los estándares australianos.

## Fauna nativa
La cuenca de Murray-Darling es el hogar de muchas especies de animales nativos. El  número verdadero pueden no ser conocido, pero se ha hecho una estimación bastante confiable de estos animales y el estado actual de su población. 
Entre la fauna aborigen en la región, el estudio encontró que había:
- 80 especies de mamíferos, con 62 extintas y 10 en peligro de extinción.
- 55 especies de ranas, con 18 especies en peligro de extinción.
- 46 especies de serpientes, con cinco en peligro de extinción.
- 5 especies de tortugas, ninguna en peligro de extinción.
- 34 especies de peces, con hasta la mitad amenazadas o de importancia para ser conservadas[1]

Los registros históricos muestran que la abundancias de peces proporcionaron anteriormente una fuente de alimento fiable. Los abundantes peces se fueron concentrando cuando después de una inundación quedaron aguas poco profundas en las llanuras de inundación. Hoy en día, existen alrededor de 24 peces de agua dulce nativos y otras 15-25 especies marinas y de estuario en la cuenca, una biodiversidad muy baja. 

## Especies introducidas
Se utilizaron cuatro variedades de carpa para criarlas en las granjas de peces. Desde entonces se han introducido en los sistemas fluviales, donde se propagaron rápidamente. La introducción humana, posiblemente por los pescadores que utilizan las carpas pequeñas ilegalmente como cebo vivo, también ha hecho aumentar su distribución. 
Estos peces son muy móviles, ya que pueden viajar fácilmente en las aguas de inundación y sus huevos pueden ser transportados por las aves. 
La carpa es un problema porque se alimentan succionando grava del lecho del río y sacando todo el material comestible de él, antes de devolver el resto al agua. Esto agita todo el sedimento, reduciendo la calidad del agua. Cuando son capturadas por los pescadores, se les debe dar muerte por ley. 
Para eliminar la carpa del sistema fluvial existe un proyecto que desarrolla carpas que no pueden tener descendencia y es bastante prometedor.
Los sapos de caña han entrado en los tramos superiores de la cuenca del Darling y hay varios informes de algunos ejemplares encontrados aguas abajo de la cuenca. Los sapos de caña compiten con los anfibios nativos y son tóxicos para los carnívoros nativos.

## Fisiografía
Esta área es una de las provincias fisiográficas de la mayor de las cuencas orientales australianas.
El caudal total de agua en la cuenca del Murray-Darling desde 1885 hasta el presente ha sido de un promedio de alrededor de 24 gigalitros (24 hm³; 19,000,000 acre-pie) por año. Es la tasa más baja de los principales sistemas fluviales del mundo. Un 6,0 por ciento del agua de lluvia total de Australia cae en la cuenca. La mayoría de los años solo llega al mar la mitad de esta cantidad y en años secos mucho menos. Los flujos anuales totales estimados para la cuenca han oscilado entre 5 gigalitros (5 hm³ 4,100,000 acre-pie) en 1902 y 57 gigalitros ( 57 hm³ 46,000,000 acre-pie) en 1956. A pesar de la magnitud de la cuenca, la hidrología de los arroyos que corren dentro de ella es bastante variada.
Estas aguas se dividen en cuatro tipos:
- Las cuencas del Darling y del Lachlan. Éstos tienen caudales extremadamente variables de un año a otro, con el caudal anual más pequeño equivalente al 1 por ciento de la media a largo plazo y el mayor a menudo más de diez veces la media. Los períodos de caudal cero en la mayoría de los ríos pueden extenderse a meses y en las partes más secas (cuencas de Warrego, Paroo y Darling inferiores) a años.[4]  Los caudales de estos ríos no son fundamentalmente estacionales. En las regiones del norte la mayoría de las inundaciones ocurren en verano por la entrada del monzón. En la mayor parte de las cuencas del Darling y del Lachlan es típico ver caudales elevados o bajos que comienzan en invierno y se extienden hasta el otoño siguiente (ver: El Niño). Las altas tasas de extracción de agua para el riego y la minería han afectado mucho a estos ríos.

- Las cuencas del suroeste (Campaspe, Loddon, Avoca, Wimmera). Estas cuencas tienen un máximo importante de precipitación en invierno y una variabilidad de precipitación relativamente menor que el Lachlan o el Darling. Sin embargo, la antigüedad y la infertilidad de los suelos hace que las tasas de escorrentía sean extremadamente bajas (por comparación, alrededor de la décima parte de una cuenca europea o norteamericana con un clima similar[5]). ). Por lo tanto, la variabilidad de la escorrentía es muy alta y la mayoría de los lagos terminales que se encuentran en estas cuencas se secan con mucha frecuencia. Casi toda la escorrentía ocurre en invierno y primavera y, en ausencia de grandes presas para la regulación, estos ríos están a menudo secos durante el verano y el otoño.

- Una serie de cuencas pequeñas en el sur de Australia, de las cuales las más grandes son la del río Angas que fluye a través de Strathalbyn y la del río Finniss más al oeste, son parte de la cuenca del Murray-Darling. Estas cuencas drenan en el lago Alexandrina, uno de los lagos situados al final del sistema Murray. El río Angas está seco a menudo en verano debido a los altos niveles de extracción de agua. El río Finniss tiene un caudal permanente que anteriormente se dirigía al lago Alexandrina, pero que ahora ha sido cortado por un vertedero. El Finniss ahora alimenta el canal de Goolwa para el canotaje recreacional.

- Las cuencas del Murray, Murrumbidgee y Goulburn (excepto la del Broken River que se asemeja a las cuencas del suroeste). Debido a que estas cuencas cuentan con cabeceras en la zona alpina con suelos relativamente turberos, las proporciones de escorrentía son mucho más altas que en otras partes de la cuenca. En consecuencia, aunque la variabilidad de precipitación bruta no es menor que en las cuencas de Lachlan o Darling, la variabilidad de la escorrentía es notablemente más baja que en otras partes de la cuenca. Típicamente estos ríos nunca dejan de fluir y el menor caudal anual es típicamente alrededor del 30 por ciento de la media a largo plazo y el mayor alrededor de tres veces la media. En la mayoría de los casos los picos de caudal se elevan mucho con la fusión de la nieve de primavera y con la lluvia de mediados de otoño en los valles.

Los dos ríos principales de la cuenca, el Murray y el Darling, toman el agua de las altas montañas del este y la llevan al oeste y al sur a través de largas extensiones de tierras llanas y secas. Sin embargo, estas aguas sufren importantes desvíos para los suministros municipales de agua potable y para la agricultura de regadío que comenzó en la década de 1890. En la actualidad, 4 grandes embalses, 14 estructuras de bloqueo y vertedero y cinco barreras costeras interceptan el agua que fluye por el Murray-Darling. De los aproximadamente 13 000 hm³ del caudal de la cuenca, que se desvían, se extraen 11 500 hm³ para riego, uso industrial y para uso doméstico. 
El riego agrícola representa aproximadamente el 95 por ciento del agua extraída, incluyendo el cultivo del arroz y del algodón. Esta extracción es muy discutida entre los científicos de Australia, en relación con el uso del agua por la industria y la agricultura en una región extremadamente escasa de agua (tanto debido a los coeficientes de escorrentía excepcionalmente bajos como a la baja precipitación). Estos extensos sistemas de riego requieren un suministro seguro de agua, no los flujos impredecibles que caracterizan al Murray-Darling.  Estas estructuras e implementos de riego eran ideales cuando había un flujo constante de agua. Sin embargo, durante "la Gran Sequía", como llegó a ser conocida la sequía de esa época, los agricultores australianos experimentaron una escasez diferente a las anteriores. La sequía fue tan severa que numerosos ríos y arroyos como el Murray-Darling dejaron de fluir.
La cuenca tiene más de 30 000  Río humedales.  Once de éstos están protegidos por la Convención de Ramsar de Humedales de Importancia Internacional.

## Afluentes y subafluentes
| — | —   | Sistema Murray-Darling-Condamine - Balonne-Culgoa | Sistema Murray-Darling-Condamine - Balonne-Culgoa | Sistema Murray-Darling-Condamine - Balonne-Culgoa | Sistema Murray-Darling-Condamine - Balonne-Culgoa | Sistema Murray-Darling-Condamine - Balonne-Culgoa | Sistema Murray-Darling-Condamine - Balonne-Culgoa | Gran Bahía Australiana |                  | 3672                | 1 061 469     | 450                 | Victoria Nueva Gales del Sur Australia Meridional        |                                |
| — | —   | Río Murray                                        | Río Murray                                        | Río Murray                                        | Río Murray                                        | Río Murray                                        | Río Murray                                        | Gran Bahía Australiana |                  | 2375                | 1 061 469     | 450                 | Australia Occidental                                     |                                |
| I | —   | Río Darling                                       | Río Darling                                       | Río Darling                                       | Río Darling                                       | Río Darling                                       | Río Darling                                       | Río Murray             | 35               | 1472                |               |                     | Nueva Gales del Sur                                      |                                |
| — | —   | —                                                 | Río Paroo                                         | Río Paroo                                         | Río Paroo                                         | Río Paroo                                         | Río Paroo                                         | Río Darling            | 94               | 1210                |               |                     | Nueva Gales del Sur Queensland                           |                                |
| — | —   | —                                                 | Río Warrego                                       | Río Warrego                                       | Río Warrego                                       | Río Warrego                                       | Río Warrego                                       | Río Darling            | 98               | 1380                |               |                     | Queensland Nueva Gales del Sur                           |                                |
| — | —   | —                                                 | —                                                 | Arroyo Cuttaburra                                 | Arroyo Cuttaburra                                 | Arroyo Cuttaburra                                 | Arroyo Cuttaburra                                 | Río Warrego            | ?                | 416                 |               |                     | Queensland Nueva Gales del Sur                           |                                |
| — | —   | —                                                 | —                                                 | Río Langlo                                        | Río Langlo                                        | Río Langlo                                        | Río Langlo                                        | Río Warrego            | 280              | 440                 |               |                     | Queensland                                               |                                |
| — | —   | —                                                 | —                                                 | —                                                 | Río Ward                                          | Río Ward                                          | Río Ward                                          | Río Langlo             | ?                | 455                 |               |                     | Queensland                                               |                                |
| — | —   | —                                                 | —                                                 | Río Nive                                          | Río Nive                                          | Río Nive                                          | Río Nive                                          | Río Warrego            | 336              | 263                 |               |                     | Queensland                                               |                                |
| — | —   | —                                                 | Río Culgoa                                        | Río Culgoa                                        | Río Culgoa                                        | Río Culgoa                                        | Río Culgoa                                        | Río Darling            | 109              | 489                 |               |                     | Queensland Nueva Gales del Sur                           |                                |
| — | —   | —                                                 | —                                                 | Río Birrie                                        | Río Birrie                                        | Río Birrie                                        | Río Birrie                                        | Río Culgoa             | 115              | 197                 |               |                     | Queensland                                               |                                |
| — | —   | —                                                 | Río Barwon                                        | Río Barwon                                        | Río Barwon                                        | Río Barwon                                        | Río Barwon                                        | Río Darling            | 110              | 700                 |               |                     | Nueva Gales del Sur                                      |                                |
| — | —   | —                                                 | —                                                 | Río Bokhara                                       | Río Bokhara                                       | Río Bokhara                                       | Río Bokhara                                       | Río Barwon             | 113              | 347                 |               |                     | Queensland Nueva Gales del Sur                           |                                |
| — | —   | —                                                 | —                                                 | Río Namoi                                         | Río Namoi                                         | Río Namoi                                         | Río Namoi                                         | Río Barwon             | 130              | 708                 |               |                     | Nueva Gales del Sur                                      |                                |
| — | —   | —                                                 | —                                                 | —                                                 | Río Mooki                                         | Río Mooki                                         | Río Mooki                                         | Río Namoi              | 264              | 128                 |               |                     | Nueva Gales del Sur                                      |                                |
| — | —   | —                                                 | —                                                 | —                                                 | Río Peel (New South Wales)                        | Río Peel (New South Wales)                        | Río Peel (New South Wales)                        | Río Namoi              | 286              | 210                 |               |                     | Nueva Gales del Sur                                      |                                |
| — | —   | —                                                 | —                                                 | —                                                 | Río Manilla                                       | Río Manilla                                       | Río Manilla                                       | Río Namoi              | 349              | 138                 |               |                     | Nueva Gales del Sur                                      |                                |
| — | —   | —                                                 | —                                                 | —                                                 | Río Macdonald (Bendemeer)                         | Río Macdonald (Bendemeer)                         | Río Macdonald (Bendemeer)                         | Río Namoi              | 705              | 169                 |               |                     | Nueva Gales del Sur                                      |                                |
| — | —   | —                                                 | —                                                 | Río Gwydir                                        | Río Gwydir                                        | Río Gwydir                                        | Río Gwydir                                        | Río Barwon             | 144              | 488                 |               |                     | Nueva Gales del Sur                                      |                                |
| — | —   | —                                                 | —                                                 | —                                                 | Río Horton                                        | Río Horton                                        | Río Horton                                        | Río Gwydi              | 270              | 128                 |               | r                   | Nueva Gales del Sur                                      |                                |
| — | —   | —                                                 | —                                                 | —                                                 | Arroyo Moredun                                    | Arroyo Moredun                                    | Arroyo Moredun                                    | Río Gwydir             | 645              | 210                 |               |                     | Nueva Gales del Sur                                      |                                |
| — | —   | —                                                 | —                                                 | —                                                 | Río Rocky                                         | Río Rocky                                         | Río Rocky                                         | Río Gwydir             | 760              | 138                 |               |                     | Nueva Gales del Sur                                      |                                |
| — | —   | —                                                 | —                                                 | Río Mehi                                          | Río Mehi                                          | Río Mehi                                          | Río Mehi                                          | Río Barwon             | 145              | 314                 |               |                     | Nueva Gales del Sur                                      |                                |
| — | —   | —                                                 | —                                                 | Río Moonie                                        | Río Moonie                                        | Río Moonie                                        | Río Moonie                                        | Río Barwon             | 149              | 542                 |               |                     | Nueva Gales del Sur                                      |                                |
| — | —   | —                                                 | —                                                 | Río Boomi                                         | Río Boomi                                         | Río Boomi                                         | Río Boomi                                         | Río Barwon             | 152              | 231                 |               |                     | Nueva Gales del Sur Queensland                           |                                |
| — | —   | —                                                 | —                                                 | Río Macquarie                                     | Río Macquarie                                     | Río Macquarie                                     | Río Macquarie                                     | Río Barwon             | 154              | 793                 |               |                     | Nueva Gales del Sur                                      |                                |
| — | —   | —                                                 | —                                                 | —                                                 | Río Castlereagh                                   | Río Castlereagh                                   | Río Castlereagh                                   | Río Macquarie          | 121              | 541                 |               |                     | Nueva Gales del Sur                                      |                                |
| — | —   | —                                                 | —                                                 | —                                                 | Río Talbragar                                     | Río Talbragar                                     | Río Talbragar                                     | Río Macquarie          | 258              | 277                 |               |                     | Nueva Gales del Sur                                      |                                |
| — | —   | —                                                 | —                                                 | —                                                 | —                                                 | Río Coolaburragundy                               | Río Coolaburragundy                               | Talbragar              | 271              | 156                 |               |                     | Nueva Gales del Sur                                      |                                |
| — | —   | —                                                 | —                                                 | —                                                 | Río Little                                        | Río Little                                        | Río Little                                        | Río Macquarie          | 271              | 122                 |               |                     | Nueva Gales del Sur                                      |                                |
| — | —   | —                                                 | —                                                 | —                                                 | Río Bell                                          | Río Bell                                          | Río Bell                                          | Río Macquarie          | 285              | 146                 |               |                     | Nueva Gales del Sur                                      |                                |
| — | —   | —                                                 | —                                                 | —                                                 | Río Cudgegong                                     | Río Cudgegong                                     | Río Cudgegong                                     | Río Macquarie          | 342              | 250                 |               |                     | Nueva Gales del Sur                                      |                                |
| — | —   | —                                                 | —                                                 | —                                                 | Río Turon                                         | Río Turon                                         | Río Turon                                         | Río Macquarie          | 406              | 117                 |               |                     | Nueva Gales del Sur                                      |                                |
| — | —   | —                                                 | —                                                 | —                                                 | Río Fish (Nueva Gales del Sur)                    | Río Fish (Nueva Gales del Sur)                    | Río Fish (Nueva Gales del Sur)                    | Río Macquarie          | 668              | 119                 |               |                     | Nueva Gales del Sur                                      |                                |
| — | —   | —                                                 | —                                                 | Río Weir                                          | Río Weir                                          | Río Weir                                          | Río Weir                                          | Río Barwon             | 166              | 166                 |               |                     | Queensland Nueva Gales del Sur                           |                                |
| — | —   | —                                                 | —                                                 | Río Balonne                                       | Río Balonne                                       | Río Balonne                                       | Río Balonne                                       | Río Barwon             | 171              | 479                 |               |                     | Queensland                                               |                                |
| — | —   | —                                                 | —                                                 | —                                                 | Río Maranoa                                       | Río Maranoa                                       | Río Maranoa                                       | Río Balonne            | 207              | 519                 | 20 039        |                     | Queensland Nueva Gales del Sur                           |                                |
| — | —   | —                                                 | —                                                 | —                                                 | —                                                 | Río Merivale                                      | Río Merivale                                      | Maranoa                | 401              | 205                 |               |                     | Queensland                                               |                                |
| — | —   | —                                                 | —                                                 | —                                                 | Río Condamine                                     | Río Condamine                                     | Río Condamine                                     | Río Balonne            | 256              | 657                 |               |                     | Queensland                                               |                                |
| — | —   | —                                                 | —                                                 | Río Macintyre                                     | Río Macintyre                                     | Río Macintyre                                     | Río Macintyre                                     | Barwon                 | 224              | 319                 |               |                     | Nueva Gales del Sur Queensland                           |                                |
| — | —   | —                                                 | —                                                 | —                                                 | Río Dumaresq                                      | Río Dumaresq                                      | Río Dumaresq                                      | Macintyre              | 227              | 214                 |               |                     | Nueva Gales del Sur                                      |                                |
| — | —   | —                                                 | —                                                 | —                                                 | —                                                 | Río Macintyre Brook                               | Río Macintyre Brook                               | Dumaresq               | 241              | 165                 |               |                     | Queensland                                               |                                |
| — | —   | —                                                 | —                                                 | —                                                 | —                                                 | Arroyo Pike (Queensland)                          | Arroyo Pike (Queensland)                          | Dumaresq               | 360              | 117                 |               |                     | Queensland                                               |                                |
| — | —   | —                                                 | Sistema Litte Bogan- Bogan                        | Sistema Litte Bogan- Bogan                        | Sistema Litte Bogan- Bogan                        | Sistema Litte Bogan- Bogan                        | Sistema Litte Bogan- Bogan                        | Río Darling            | 111              | 657,7               |               |                     | Nueva Gales del Sur                                      |                                |
| — | —   | —                                                 | —                                                 | Río Little (Parkes)                               | Río Little (Parkes)                               | Río Little (Parkes)                               | Río Little (Parkes)                               | Bogan                  | 305              | 319                 |               |                     | Nueva Gales del Sur                                      |                                |
| — | D   | Río Murrumbidgee                                  | Río Murrumbidgee                                  | Río Murrumbidgee                                  | Río Murrumbidgee                                  | Río Murrumbidgee                                  | Río Murrumbidgee                                  | Río Murray             | 55               | 1485                |               |                     | Nueva Gales del Sur Territorio de la Capital Australiana |                                |
| — | —   | —                                                 | Río Lachlan                                       | Río Lachlan                                       | Río Lachlan                                       | Río Lachlan                                       | Río Lachlan                                       | Río Murrumbidgee       | 68               | 1440                |               |                     | Nueva Gales del Sur                                      |                                |
| — | —   | —                                                 | —                                                 | Río Belubula                                      | Río Belubula                                      | Río Belubula                                      | Río Belubula                                      | Río Lachlan            | 262              | 165                 |               |                     | Nueva Gales del Sur                                      |                                |
| — | —   | —                                                 | —                                                 | Río Boorowa                                       | Río Boorowa                                       | Río Boorowa                                       | Río Boorowa                                       | Río Lachlan            | 301              | 134                 |               |                     | Nueva Gales del Sur                                      |                                |
| — | —   | —                                                 | —                                                 | Río Abercrombie                                   | Río Abercrombie                                   | Río Abercrombie                                   | Río Abercrombie                                   | Río Lachlan            | 375              | 130                 |               |                     | Nueva Gales del Sur                                      |                                |
| — | —   | —                                                 | Río Tumut                                         | Río Tumut                                         | Río Tumut                                         | Río Tumut                                         | Río Tumut                                         | Murrumbidgee           | 220              | 182                 |               |                     | Nueva Gales del Sur                                      |                                |
| — | —   | —                                                 | Río Yass                                          | Río Yass                                          | Río Yass                                          | Río Yass                                          | Río Yass                                          | Murrumbidgee           | 345              | 139                 |               |                     | Nueva Gales del Sur                                      |                                |
| — | —   | —                                                 | Río Goodradigbee                                  | Río Goodradigbee                                  | Río Goodradigbee                                  | Río Goodradigbee                                  | Río Goodradigbee                                  | Murrumbidgee           | 345              | 105                 |               |                     | Nueva Gales del Sur                                      |                                |
| — | —   | —                                                 | Río Molonglo                                      | Río Molonglo                                      | Río Molonglo                                      | Río Molonglo                                      | Río Molonglo                                      | Murrumbidgee           | 440              | 115                 |               |                     | Nueva Gales del Sur Territorio de la Capital Australiana |                                |
| — | —   | —                                                 | —                                                 | Río Queanbeyan                                    | Río Queanbeyan                                    | Río Queanbeyan                                    | Río Queanbeyan                                    | Molonglo               | 567              | 104                 |               |                     | Nueva Gales del Sur Territorio de la Capital Australiana |                                |
|   | —   | Río Wakool                                        | Río Wakool                                        | Río Wakool                                        | Río Wakool                                        | Río Wakool                                        | Río Wakool                                        | Murray                 | 58               | 363                 |               |                     | Nueva Gales del Sur                                      |                                |
| — | —   | —                                                 | Río Niemur                                        | Río Niemur                                        | Río Niemur                                        | Río Niemur                                        | Río Niemur                                        | Wakool                 | 63               | 155                 |               |                     | Nueva Gales del Sur                                      |                                |
| I | —   | Río Edward (un anabranch)                         | Río Edward (un anabranch)                         | Río Edward (un anabranch)                         | Río Edward (un anabranch)                         | Río Edward (un anabranch)                         | Río Edward (un anabranch)                         | Murray                 | 61               | 383                 |               |                     | Nueva Gales del Sur                                      |                                |
| — | D   | Río Loddon                                        | Río Loddon                                        | Río Loddon                                        | Río Loddon                                        | Río Loddon                                        | Río Loddon                                        | Río Murray             | 71               | 392                 |               |                     | Victoria                                                 |                                |
| — | D   | Río Avoca                                         | Río Avoca                                         | Río Avoca                                         | Río Avoca                                         | Río Avoca                                         | Río Avoca                                         | Río Murray             | 74               | 270                 |               |                     | Victoria                                                 |                                |
|   | —   | Río Goulburn                                      | Río Goulburn                                      | Río Goulburn                                      | Río Goulburn                                      | Río Goulburn                                      | Río Goulburn                                      | Río Murray             | 100              | 654                 |               |                     | Australia Occidental                                     |                                |
| — | —   | —                                                 | Río Broken River (Victoria)                       | Río Broken River (Victoria)                       | Río Broken River (Victoria)                       | Río Broken River (Victoria)                       | Río Broken River (Victoria)                       | Goulburn               | 118              | 225                 |               |                     | Victoria                                                 |                                |
| — | —   | —                                                 | Río Yea                                           | Río Yea                                           | Río Yea                                           | Río Yea                                           | Río Yea                                           | Goulburn               | 162              | 122                 |               |                     | Victoria                                                 |                                |
| — | D   | Río Campaspe                                      | Río Campaspe                                      | Río Campaspe                                      | Río Campaspe                                      | Río Campaspe                                      | Río Campaspe                                      | Murray                 | 123              | 232                 |               |                     | Victoria                                                 |                                |
|   | —   | Río Ovens                                         | Río Ovens                                         | Río Ovens                                         | Río Ovens                                         | Río Ovens                                         | Río Ovens                                         | Murray                 | 125              | 191                 |               |                     | Victoria                                                 |                                |
| — | —   | —                                                 | Río King River, Victoria                          | Río King River, Victoria                          | Río King River, Victoria                          | Río King River, Victoria                          | Río King River, Victoria                          | Ovens                  | 142              | 126                 |               |                     | Victoria                                                 |                                |
| — | D   | Río Kiewa                                         | Río Kiewa                                         | Río Kiewa                                         | Río Kiewa                                         | Río Kiewa                                         | Río Kiewa                                         | Murray                 | 156              | 109                 |               |                     | Victoria Nueva Gales del Sur                             |                                |
| — | D   | Río Mitta Mitta                                   | Río Mitta Mitta                                   | Río Mitta Mitta                                   | Río Mitta Mitta                                   | Río Mitta Mitta                                   | Río Mitta Mitta                                   | Murray                 | 180              | 204                 |               |                     | Victoria                                                 |                                |
| I | —   | Great Darling Anabranch                           | Great Darling Anabranch                           | Great Darling Anabranch                           | Great Darling Anabranch                           | Great Darling Anabranch                           | Great Darling Anabranch                           | Murray                 | 488              |                     |               | Nueva Gales del Sur |                                                          |                                |
| - | 058 | Arroyo Talyawalka                                 | Arroyo Talyawalka                                 | Arroyo Talyawalka                                 | Arroyo Talyawalka                                 | 485                                               |                                                   |                        | Río Darling      | Nueva Gales del Sur |               |                     |                                                          |                                |
| I | —   | Río Edward (bifurcación)                          | Río Edward (bifurcación)                          | Río Edward (bifurcación)                          | Río Edward (bifurcación)                          | Río Edward (bifurcación)                          | Río Edward (bifurcación)                          | 383                    |                  |                     | Río Murray    | Nueva Gales del Sur |                                                          |                                |
| - | 046 | Arroyo Billabong                                  | Arroyo Billabong                                  | Arroyo Billabong                                  | Arroyo Billabong                                  | 596                                               |                                                   |                        | Río Murray       | Nueva Gales del Sur |               |                     |                                                          |                                |
| - | 096 | —                                                 | —                                                 | —                                                 | Arroyo Marthaguy                                  | Arroyo Marthaguy                                  | Arroyo Marthaguy                                  | 337                    |                  |                     | Río Macquarie | Nueva Gales del Sur |                                                          |                                |
| - | 052 | —                                                 | —                                                 | —                                                 | —                                                 | Río Moonei                                        | Río Moonei                                        | Río Moonei             | Río Moonei       | 542                 |               |                     | Río Barwon                                               | Queensland Nueva Gales del Sur |
| - | 072 | —                                                 | —                                                 | —                                                 | —                                                 | Arroyo Marra                                      | Arroyo Marra                                      | Arroyo Marra           | Arroyo Marra     | 403                 |               |                     | Río Barwon                                               | Queensland Nueva Gales del Sur |
| - | 043 | —                                                 | —                                                 | —                                                 | —                                                 | Arroyo Willandra                                  | Arroyo Willandra                                  | Arroyo Willandra       | Arroyo Willandra | 621                 |               |                     | Río Lachlan                                              | Nueva Gales del Sur            |
| - | 077 | —                                                 | —                                                 | —                                                 | —                                                 | Arroyo Merrowie                                   | Arroyo Merrowie                                   | Arroyo Merrowie        | Arroyo Merrowie  | 392                 |               |                     | Río Lachlan                                              | Nueva Gales del Sur            |

- - río Murrumbidgee

- - Goulburn
    - Río Jamieson
    - río Howqua

  - Hornos
    - río Rey
    - Buffalo
    - Buckland